# Walthill
Walthill est un village du comté de Thurston, dans l'État du Nebraska, aux États-Unis. En 2020, il comptait une population de 682 habitants.